# 활주

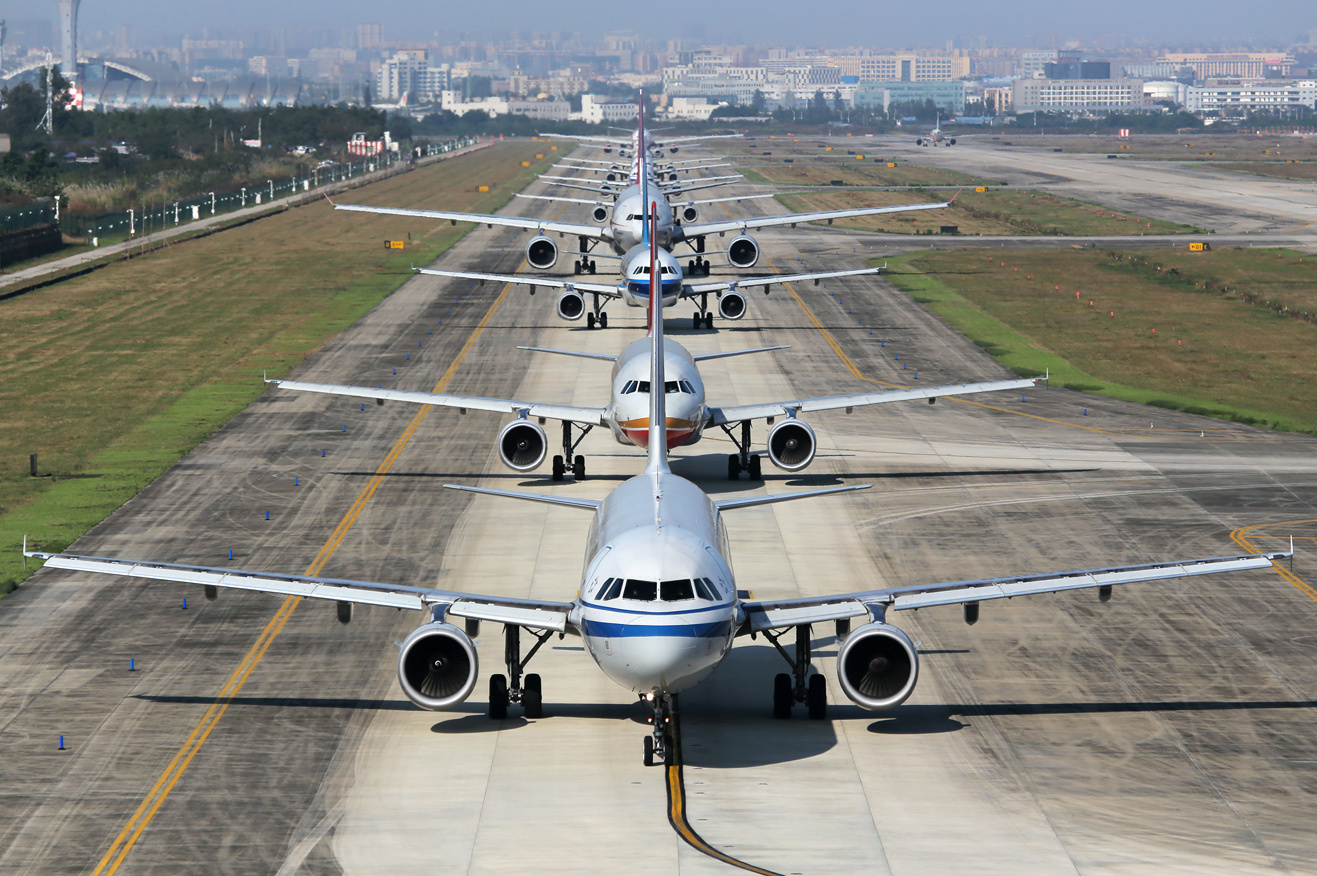
제트 여객기의 활주

활주(taxiing) 또는 지상활주는 예인기에 의해 항공기가 이동하는 견인 또는 푸시백과 달리 자체 힘으로 지상에서 항공기가 이동하는 것이다. 항공기는 일반적으로 바퀴로 이동하지만 이 용어에는 스키나 플로트(수상 여행용)가 있는 항공기도 포함된다.
비행기는 공항의 한 장소에서 다른 장소로 이동하기 위해 유도로를 사용한다. 예를 들어 격납고에서 활주로로 이동할 때이다. 이륙 전 활주로를 따라 가속 주행하거나 착륙 직후 감속 주행하는 경우에는 "활주"라는 용어를 사용하지 않는다. 이를 각각 테이크오프 롤(Takeoff Roll) 및 랜딩 롤아웃(Landing Rollout)이라고 한다.

## 안전
활주를 할 때 항공기는 천천히 이동한다. 이를 통해 신속하게 정지할 수 있으며 실수로 포장된 표면을 끄더라도 대형 항공기의 바퀴가 손상될 위험이 없다. 활주 속도는 일반적으로 16~19노트(30~35km/h, 18~22mph)이다.